# Petaurus gracilis
Petaurus gracilis é uma espécie de marsupial da família Petauridae. Endêmica da Austrália.